# Lajos Détári
Lajos Détári (Budapest, 24 de abril de 1963) es un exfutbolista y entrenador húngaro de fútbol. Oocupaba la posición de centrocampista ofensivo. Inició su carrera en las filas del Budapest Honvéd y después ha militado en distintos equipos de Europa Occidental. Además, ha sido internacional con la selección de fútbol de Hungría en 61 ocasiones.

## Trayectoria

### Como jugador
Détári fue descubierto a los 11 años por ojeadores del Budapest Honvéd, club que le fichó para sus categorías inferiores. De ahí fue ascendiendo hasta debutar con el primer equipo en 1980, a los 18 años. Durante las siete temporadas que permaneció en el Honvéd, desde la posición de mediocentro ofensivo disputó 132 partidos oficiales y marcó 72 goles, claves para conseguir 3 ligas consecutivas (1984, 1985 y 1986), una copa húngara (1985) y tres títulos de máximo goleador (1985, 1986 y 1987). En 1986 fue convocado por la selección de Hungría para la Copa Mundial de México, y si bien su país no superó la fase de grupos, Détári marcó el segundo tanto de la victoria contra Canadá por 2-0.
En 1987, el Eintracht Frankfurt alemán contrató a Détári por 3,5 millones de marcos (2,8 millones de euros). En la temporada 1987/88 marcó 11 goles en 33 partidos y fue autor del tanto que dio la victoria al Eintracht en la final de la Copa de Alemania. Sin embargo, su periplo por tierras alemanas duró poco; en 1988 fue traspasado al Olympiacos F.C. por la cifra récord de 15 millones de marcos (8,77 millones de euros), que le convertía en uno de los fichajes más caros de la época. No obstante, el buen rendimiento de Détári (33 goles en 55 partidos) contrastó con la crisis que vivía el Olympiacos luego de que su presidente estuviese involucrado en un escándalo fiscal. Al dejar la entidad en 1990, el húngaro solo pudo levantar la Copa de Grecia de ese mismo año. De allí marchó a la liga italiana, la más potente del momento, para jugar en el Bologna F.C. (1990 a 1992) y en el Ancona Calcio (1992/93). Cuando el Ancona descendió a Serie B, Détári fue cedido al Ferencváros hasta que se completó su traspaso por el Genoa C.F.C. a comienzos de 1994, en el que solo disputó 8 partidos.
En sus últimos años de carrera, dejó Italia para recuperar su nivel de juego en el Neuchâtel Xamax de la liga suiza (1994-1996). Después se vistió la camiseta del SKN St. Pölten austríaco (1996-1998), donde sus apariciones se redujeron, y regresó en 1999 a su Hungría natal para retirarse en el Budapesti VSC y en el Dunakeszi VSE, ambos equipos semiprofesionales.

### Como entrenador
Al poco tiempo de colgar las botas, Détári inició una carrera como entrenador en los modestos Bihor Oradea rumano (2000) y Csepel SC húngaro (2001). En enero de 2002 fue contratado por el Budapest Honvéd hasta final de temporada, y después de una breve estancia en Vietnam regresó a Hungría pra entrenar clubes de menor categoría. Entre marzo y octubre de 2006 fue también asistente del seleccionador magiar Péter Bozsik.
El 30 de agosto de 2011 fue contratado como entrenador del Ferencváros en sustitución de László Prukner, quien fue cesado por la mala racha del equipo en la liga. A pesar de las expectativas generadas, el equipo finalizó en undécima posición y para la siguiente campaña le reemplazaron por Ricardo Moniz. Détári regresó de forma temporal al banquillo del Ferencváros en la campaña 2013/14.

## Selección nacional
Lajos Détári ha sido internacional con la selección de fútbol de Hungría en 61 partidos y ha marcado 13 goles, desde 1984 hasta 1994.
Su debut con Hungría llegó el 22 de agosto de 1984, en un amistoso contra Suiza celebrado en Budapest (3-0). Después disputó todos los partidos de la fase de clasificación mundialista, en la que su país obtuvo el pase para la Copa Mundial de Fútbol de 1986 en México. Aunque Détári era uno de los jugadores más destacados del cuadro magiar, su país tuvo un pobre desempeño ante dos selecciones más fuertes: perdieron contra la Unión Soviética (0-6), después se repusieron al vencer a Canadá por 2-0 (siendo Lajos el autor del segundo tanto), y en la última jornada cayeron eliminados contra la Francia de Michel Platini (0-3). El gol de Détári es el último que ha marcado Hungría en una Copa Mundial hasta la fecha.
Después de México, Détári fue el líder y capitán de una selección húngara que no pudo clasificarse ni para la Eurocopa 1992 ni para la Copa Mundial de Fútbol de 1994. Disputó su último partido en el estadio Rasunda de Estocolmo, una derrota frente a Suecia el 16 de noviembre de 1994.

## Clubes

### Como jugador
| Club                | País     | Año       | Partidos | Goles |
| Budapest Honvéd FC  | Hungría  | 1980-1987 | 134      | 72    |
| Eintracht Frankfurt | Alemania | 1987-1988 | 33       | 11    |
| Olympiacos FC       | Grecia   | 1988-1990 | 55       | 33    |
| Bolonia FC          | Italia   | 1990-1992 | 42       | 15    |
| AC Ancona           | Italia   | 1992-1993 | 32       | 9     |
| Ferencvárosi TC     | Hungría  | 1993      | 13       | 1     |
| Genoa CFC           | Italia   | 1993-1994 | 8        | 1     |
| Neuchâtel Xamax     | Suiza    | 1994-1996 | 38       | 12    |
| SKN St. Pölten      | Austria  | 1996-1998 | 13       | 8     |
| VSC Budapest        | Hungría  | 1999      | 17       | 8     |
| Dunakeszi VSE       | Hungría  | 1999-2000 | 17       | 4     |

### Como entrenador
| Club                  | País    | Año       |
| --------------------- | ------- | --------- |
| FC Bihor Oradea       | Rumania | 2000-2001 |
| Csepel SC             | Hungría | 2001-2002 |
| Budapest Honvéd FC    | Hungría | 2002      |
| Hanoi FC              | Vietnam | 2002-2003 |
| Szombathelyi Haladás  | Hungría | 2003      |
| FC Tatabánya          | Hungría | 2004      |
| Diósgyőri VTK         | Hungría | 2004      |
| Nyíregyháza Spartacus | Hungría | 2005      |
| Panserraikos FC       | Grecia  | 2005      |
| Unione FC Budapest    | Hungría | 2005-2006 |
| FC Sopron             | Hungría | 2007      |
| BFC Siófok            | Hungría | 2008      |
| Ferencvárosi TC       | Hungría | 2011-2012 |

## Palmarés

### Campeonatos nacionales
| Título             | Club                | País     | Año     |
| ------------------ | ------------------- | -------- | ------- |
| Liga húngara (1.ª) | Budapest Honvéd     | Hungría  | 1983/84 |
| Liga húngara (2.ª) | Budapest Honvéd     | Hungría  | 1984/85 |
| Copa húngara (1.ª) | Budapest Honvéd     | Hungría  | 1984/85 |
| Liga húngara (3.ª) | Budapest Honvéd     | Hungría  | 1985/86 |
| DFB Pokal (1.ª)    | Eintracht Frankfurt | Alemania | 1987/88 |
| Copa griega (1.ª)  | Olympiacos FC       | Grecia   | 1989/90 |
| Supercopa (1.ª)    | Ferencváros         | Hungría  | 1993    |

### Distinciones individuales
| Distinción                         | Año     |
| ---------------------------------- | ------- |
| Máximo goleador de la Liga húngara | 1984/85 |
| Futbolista húngaro del año         | 1985    |
| Máximo goleador de la Liga húngara | 1985/86 |
| Máximo goleador de la Liga húngara | 1986/87 |